# أيتمش البجاسي
الأمير أيتمش البجاسي، اسمه أيتمش بن عبد الله الأسندمري البجاسي الظاهري، كان من مماليك الأمير أسندمر البجاسي، عمل مع الأتابك برقوق في دولة الصالح حاجي، ثم ترقى في المناصب إلى أن أصبح المشرف على الإسطبلات السلطانية «أمير آخور». ولد في القاهرة في القرن الثامن الهجري، وذبح في سجنه بالشام، في 14 شعبان 802هـ - 19 أبريل 1400م.

## حياته
عندما تولى برقوق حكم مصر، أسند إلى أيتمش وظيفة رأس نوبة كبير، ثم اشتراه من ورثة الأمير جرجي وجعله أتابكاً للعسكر بمصر. وعندما قامت ثورة في الشام ضد حكم السلطان الظاهر برقوق، خرج أيتمش لقمع الثورة ولكنه قبض عليه وسجن بقلعة دمشق. وعندما عاد برقوق للحكم مرة أخرى، أخرجه من سجنه وعينه وصياً على ابنه فرج. وعندما قامت الثورة من جديد ضد فرج بن برقوق وأيتمش، خرج الأخير من مصر إلى الشام، وحبس بالقلعة بدمشق ثم ذبح في سجنه في 14 شعبان 802هـ.

## انظر ايضًا
- مدرسة أيتمش البجاسي
- برقوق